# 桂花镇 (古蔺县)
桂花镇，原为桂花乡，是中华人民共和国四川省泸州市古蔺县曾经下辖的一个镇。2018年撤乡设镇。。区划代码改为510525120。
2020年6月9日，撤销桂花镇 ，将其所属行政区域划归黄荆镇管辖。

## 行政区划
桂花镇撤销前下辖以下地区：
香楠村、罗江村、高峰村、新市村、田坝村和汉溪村。